# Central Japan Railway Company
Central Japan Railway Company (яп. 東海旅客鉄道株式会社) — головна залізнична компанія, що працює в регіоні Тюбу (Нагоя) у центральній Японії. Офіційно скорочено англійською як JR Central і японською як JR Tōkai (яп. JR東海). Tōkai – це посилання на географічний регіон, у якому компанія в основному працює.
Операційним центром JR Central є станція Наґоя, а адміністративний штаб компанії розташований у JR Central Towers над станцією. Найбільш завантаженою та найдовшою залізничною лінією, якою керує JR Central, є магістраль Токайдо між Атамі та Майбара. Компанія також керує Tōkaidō Shinkansen між Токіо та Шін-Осака. Крім того, він відповідає за Chūō Shinkansen — маглевську лінію між Токіо та Осакою, яка має розпочати роботу між Токіо та Нагоєю у 2027 році.
JR Central є найприбутковішим оператором високошвидкісних залізниць Японії з високою пропускною спроможністю, перевізши 138 мільйонів пасажирів високошвидкісними залізницями у 2009 році, що значно більше, ніж найбільша авіакомпанія світу. У 2009 році в Японії було зафіксовано 289 мільйонів пасажирів високошвидкісної залізниці.
JR Central котирується на Токійській фондовій біржі та фондовій біржі Нагоя з американськими депозитарними розписками, які торгуються позабіржово через OTCMG Pink, є складовою частиною індексу TOPIX Core30, а також є одним із трьох єдиних компонентів Japan Railways Group. Індекс Nikkei 225, інші JR East і JR West. Це також одна з компаній госанке Нагої разом із Toyota і Chubu Electric Power Company.

## Лінії

### Сінкансен
- Токайдо-сінкансен: Токіо — Шін-Осака 552,6 км

### Звичайні лінії
- Головна лінія Токайдо: Атамі — Майбара 341,3 км
  - Відгалуження: лінії Огакі — Міно-Акасака 5,0 км
- Лінія Готемба: Козу — Нюмазу, 60.2 км
- Лінія Мінобу: Фудзі — Кофу, 88.4 км
- Лінія Ліда: Тойонаши — Татсуно, 195.7 км
- Лінія Такетойо: Обу — Такетойо, 19.3 км
- Південна Лінія Такаяма: Гифу —  Інотані, 189.2 км
- Лінія Тайта: Тажими — Міно-Ота, 17.8 км
- Лінія Жохоку: Качигава — Біважима, 11.2 км (Поїзди обслужені Tokai Transport Service Company, не JR Central)
- Східна Лінія Кансай: Нагоя — Камейама, 59.9 км
- Східна Лінія Кисей: Камейама — Чінгу, 180.2 км
- Лінія Мейшо: Матсусака — Ісе-Окітсу, 43.5 км
- Лінія Сангу: Такі — Тоба, 29.1 км